# Джексон, Томас
Томас Пенфилд Джексон (англ. Thomas Penfield Jackson; род. 10 января 1937, Вашингтон — 15 июня 2013, Мэриленд) — американский окружной судья, округ Колумбия.
Вёл антимонопольный процесс «Соединённые Штаты Америки против Microsoft» .
Приговор Джексона: MS виновна, подлежит разделу на компанию, производящую операционную систему Windows, и компанию, производящую Office и другое прикладное ПО Microsoft. Также MS обязана выплатить США 4,5 миллиарда долларов США за право существовать и торговать в пределах США.
Приговор отменён Апелляционным Судом. Окончательный вердикт: лишь часть обвинений обоснована.